# Myrmapeni
Genre
Myrmapeni est un genre d'araignées aranéomorphes de la famille des Salticidae.

## Distribution
Les espèces de ce genre se rencontrent au Brésil, au Panama, à Madagascar et à Bornéo.

## Liste des espèces
Selon World Spider Catalog (version 18.0, 25/04/2017) :
- Myrmapeni borneensis (Peckham & Peckham, 1907)
- Myrmapeni chickeringi (Galiano, 1969)
- Myrmapeni diegoensis (Wanless, 1978)
- Myrmapeni penicillata (Mello-Leitão, 1933)
- Myrmapeni simplexella (Roewer, 1951)
- Myrmapeni sumana (Galiano, 1974)

## Publication originale
- Prószyński, 2016 : Delimitation and description of 19 new genera, a subgenus and a species of Salticidae (Araneae) of the world. Ecologica Montenegrina, vol. 7, p. 4-32 (texte intégral).